# Левідов Михайло Юлійович
Михайло Юлійович Левідов (справжнє прізвище Левіт; 12 (24) лютого 1890, за іншими даними — 12 (24) лютого 1892, Баку — 5 травня 1942, Москва) — російський радянський письменник, драматург і журналіст-міжнародник.

## Життєпис
У 1907 році закінчив гімназію в Баку, у 1911 році — юридичний факультет Харківського університету.
Друкувався з 1914 року, зокрема в горьковському «Літопису».
З перших днів Жовтневого перевороту працював у радянській пресі. У 1918—1920 роках завідував іноземним відділом РОСТА і відділом друку Народного комісаріату закордонних справ. Як кореспондент неодноразово виїжджав за кордон (Ревель, Лондон, Гаага, Берлін). Був літературним співробітником журналу «Екран».
Виступав як політичний журналіст у газетах «Правда», «Труд», «Робітнича газета», «Ленінградська правда», друкував статті з питань культури, літератури і театру у журналах, викладав літературу в першому інституті журналістики. Співпрацював з авангардистським журналом «ЛЕФ» (Лівий фронт мистецтва). Творець теорії «організованого спрощення культури».
Уславився своєю дотепністю — звідси прізвисько «радянський Бернард Шоу».
У червні 1941 року заарештований «за шпигунство на користь Великої Британії». Розстріляний 5 травня 1942 року, реабілітований посмертно.

## Родина
- Дружина — Белла Володимирівна Мінц (1890 — ?), родом із Вітебська, лікарка[2]. Її сестра Діна Володимирівна Мінц була одружена з драматургом Андрієм Петровичем Наврозовим (Семенов, 1899—1941); їх син — літератор і перекладач Лев Наврозов, онук — блогер Андрій Наврозов[3]. Її племінниця Тетяна Марківна Рибакова (1928—2008), мемуаристка, була одружена (послідовно) з поетом Євгеном Винокуровим і прозаїком Анатолієм Рибаковим.
  - Донька — Левідова Майя Михайлівна (1921—2012), художниця, вчителька-методистка з малювання.
    - Онук — художник Михайло Одноралов.

  - Донька — літературознавець Левідова Інна Михайлівна.

## Твори
- Диктатура дрібниць. М.-Пг., Пучина, 1923.
- Все про Англію (1924).
- До історії союзної інтервенції в Росію. Том 1. — Л., Прибой, 1925.
- Промовці Жовтня. Харків, 1925.
- Найголовніші держави світу (1925).
- Чия рука? (вбивство Нетте). Гіз, 1926.
- Погляд на Захід. Вид. Московського т-ва письменників (1927).
- Прості істини (1927).
- Стейніц. Ласкер (1936) — в серії ЖВЛ.
- Подорож до деяких віддалених країн, думки і почуття Джонатана Свіфта, спочатку дослідника, а потім воїна в декількох боях. — М., Радянський письменник, 1939. — 402 с. Перевидання — 1964 року, 1986 року, 2008 року (видавництво Вагріус).
- Як виникла книга (1940)

### П'єси
- Змова рівних (1927) — заборонена постановою Політбюро.
- Людина померла (1929).
- Аероплан над містом (М., «Радянська література», 1934).
- Азорські острови (М.-Л., «Мистецтво», 1936).
- Іменини (1937).
- Обережна людина (1939).

## Фільмографія
Сценарист:
- 1924 — Руки геть!
- 1931 — Дві дороги